# Uncaria guianensis
Espèce
Classification APG II (2003)
Synonymes
- Nauclea aculeata (Willd.) Willd.
- Nauclea guianensis (Aubl.) Poir.
- Ourouparia guianensis Aubl. - Basionyme
- Uncaria aculeata Willd.
- Uncaria spinosa Raeusch.[1]

Uncaria guianensis Aubl. J.F.Gmel., est une espèce de plantes à la famille des Rubiaceae. C'est une liane ligneuse, néotropicale, pourvue de crochets.
Cette plante médicinale est connue en Guyane sous les noms de herbe à crochets, liane à crochets, griffe de chat, et radié Guadeloupe, piquant Guadeloupe (Créole), alainapa, rapara'ɨ (Wayãpi) ou jupindá, unha-de-gato (Portugais). On l'appelle ailleurs Uña de gato, Paraguayo ou vincaria (Espagnol) et cat's claw (Anglais).

## Étymologie
Le nom de genre Uncaria vient du latin uncus signifiant "crochet", "ongle" ou "griffe", en référence aux crochets, dérivés de branches réduites, servant à s'accrocher dans la végétation. L'épithète spécifique guianensis fait référence à la Guyane où elle a été décrite pour la première fois par Aublet.

## Description

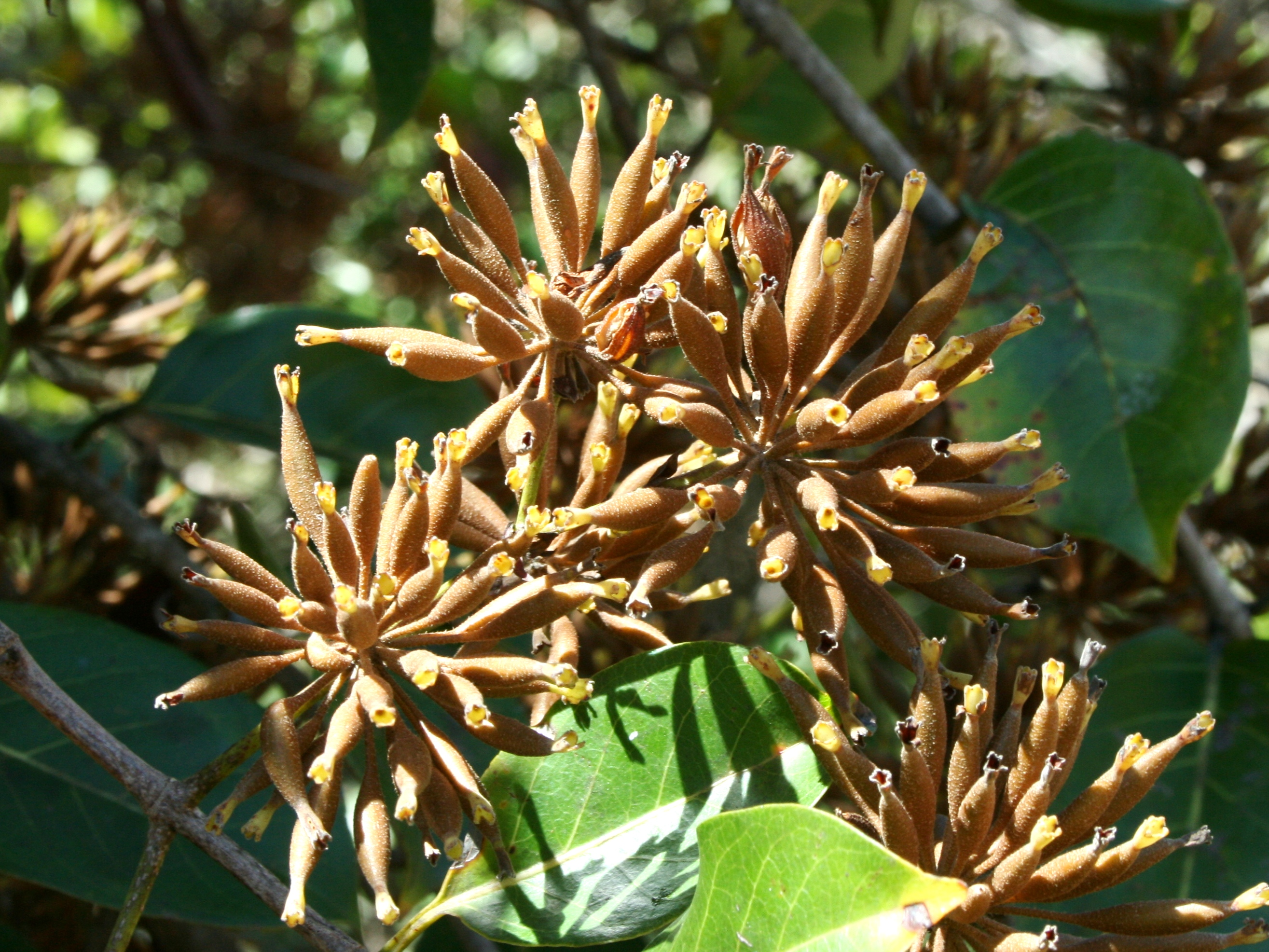

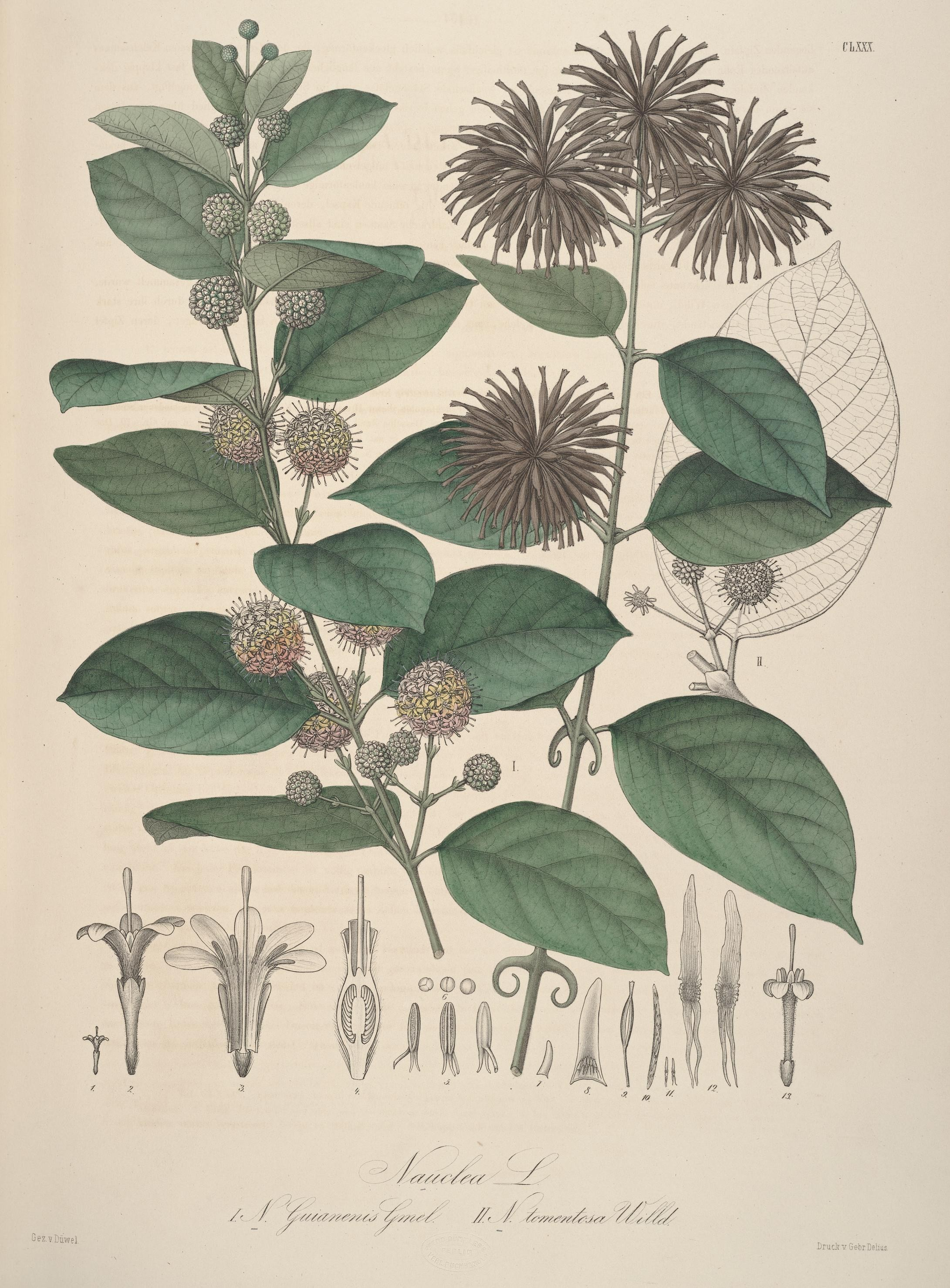
Pl. CLXXX Florae Columbiae.

Liane ligneuse portant des épines courbes, longues de 1,5–2 cm. Les feuilles mesurent 7–13,5 × 2,5–7 cm de long et les stipules de 5-15 mm. Les inflorescences en capitules sont groupées par 1 à 9, mesurant 2-3 cm de diamètre chacune, suspendues par des pédicelles longs de 1-3 mm. Le limbe du calice mesure 2 à 3 mm de long. Le tube des corolles est long de 4,5–7 mm, pour des lobes longs de 1,5-3 mm. Les fruits sont des capsules de 15–25 × 4–7 mm, suspendues à un pédicelles atteignant jusqu'à 5 mm de long. Les graines mesurent 6,5–8,5 mm de long.

## Répartition
On rencontre cette espèce dans les forêts du nord de l'Amérique du Sud : Colombie, Équateur, Pérou, Brésil, Bolivie, Venezuela (Delta Amacuro, Bolivar (bassin de Río Botanamo, Río Caroní, Río Caura et Río Paragua), Amazonas (Río Siapa), District fédéral, Zulia)).

## Écologie
Cette liane à crochet pousse dans les végétations ripicoles, les forêts humides, les forêts semi-décidues à sempervirentes de plaine et de basse montagne, jusque dans les savanes, entre 50 et 500 m d'altitude.

## Utilisation
Cette liane à crochets écérés est à l'origine de douloureuses blessures chez les piroguiers. Les fragments de la tige d'Uncaria guianensis portés à ébullition servent à confectionner un poison de chasse chez les Wayãpi de l'Amapá.
Cette liane est surtout très employée depuis le bassin amazonien jusqu'au piémont des Andes, pour ses nombreuses propriétés en médecine traditionnelle :
- gargarismes contre les ulcérations de la bouche (Aluku en Guyane)[2]
- traitement anticancéreux (communautés forestières des pays andins)
- tiges pour le soin des diarrhées et douleurs d'estomac (Chácobo de Bolivie[8] et Yanomami du Brésil[9])
- décoction de feuilles pour guérir la grippe et la tuberculose (Amérindiens du nord-ouest du Guyana)[10].

On lui connaît de puissantes propriétés anti-inflammatoires (pour soigner l'arthrose, et la dégradation des cartilages), et on l'emploie dans le traitement de certains cancers et du diabète.

### Chimie
Uncaria guianensis contient beaucoup de principes actifs tels que catechine, alcaloïdes, beta-Sitostérol, campestérol, kaempférol, catéchol, pyrocatéchol, acide chlorogénique, acide ellagique, acide gallique, hypéroside, acide oléanolique, rutoside, stigmastérol, acide ursolique) et proanthocyanidine B1 et B2, dans la racine.
Des alcaloïdes oxindoliques ont été isolé des feuilles et tiges d'Uncaria guianensis, ainsi que des hétérosides glycosidiques de l'acide quinovique. Plusieurs médicaments ont été développés dans différents pays à partir de cette drogue dont les propriétés anti-inflammatoires, cicatrisantes et antioxydantes ont été confirmées. On observe une demande croissante en matière première, principalement issue de la cueillette en milieu naturel. Uncaria guianensis fait l'objet d'abondantes récoltes par des firmes pharmaceutiques étrangères (de même que l'espèce proche Uncaria tomentosa (Willd. ex Schult.) DC.).

## Histoire naturelle

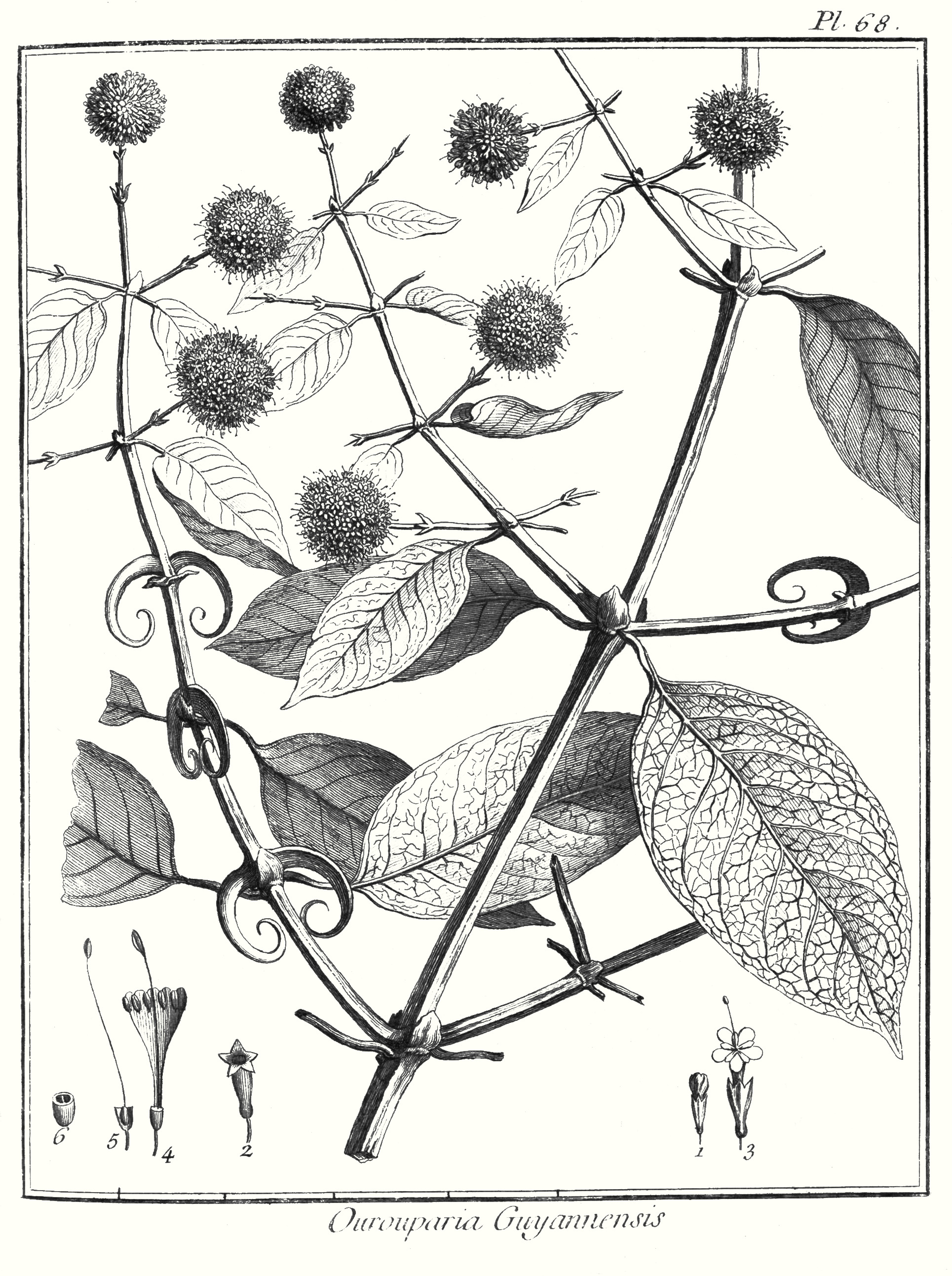
Ourouparia guianensis par Aublet (1775) Planche 68. 1. Bouton de fleur. - 2. Calice. - 3. Fleur épanouie. - 4. Calice coupe en travers. Ovaire. Style. Stigmate. Corolle ouverte. Étamines. - 5. Calice ouvert. Ovaire. Style. Stigmate. - 6. Ovaire coupe en travers.

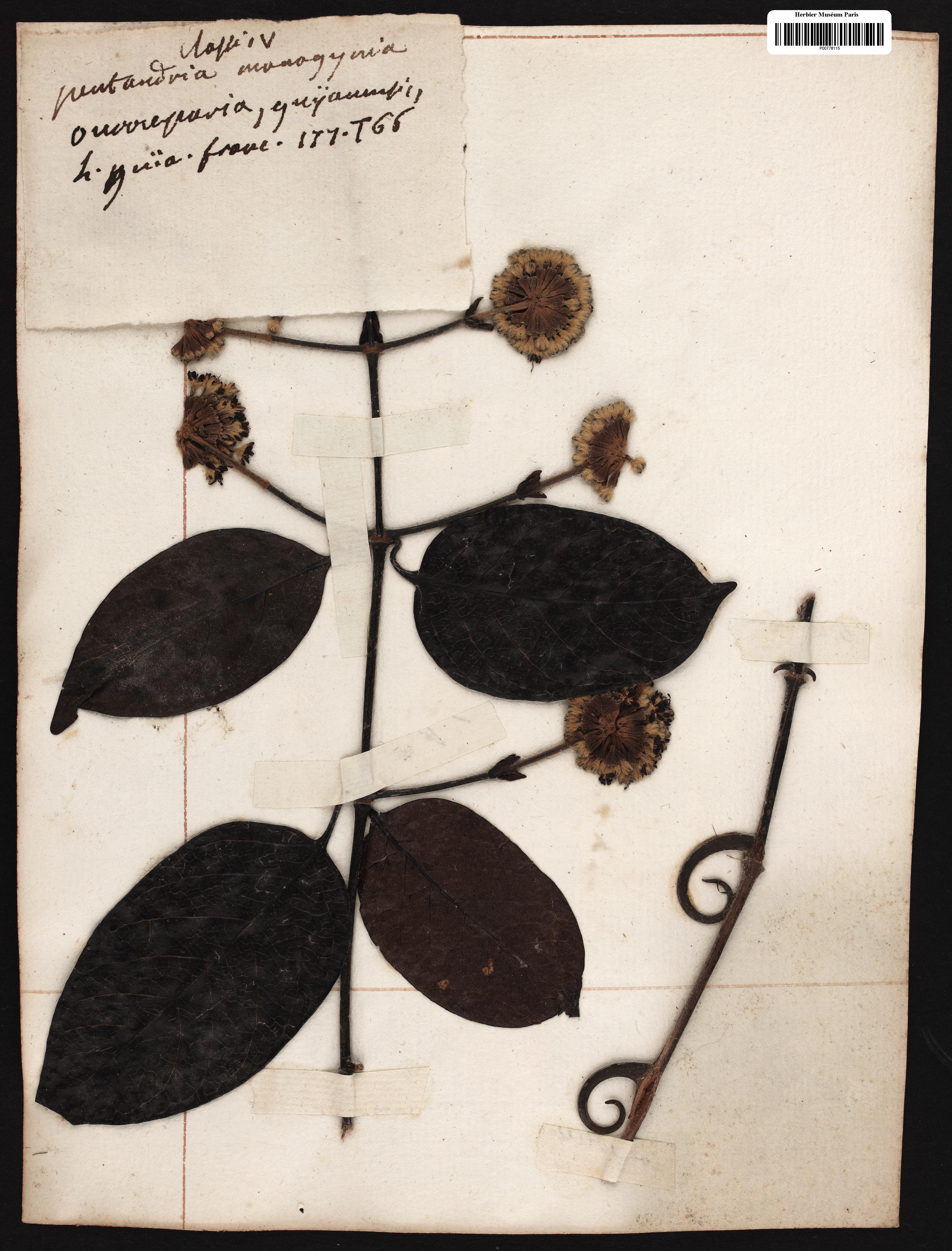
échantillon type de Ourouparia guianensis collecté par Aublet en Guyane.

En 1775, le botaniste Aublet propose la diagnose suivante :
« OUROUPARIA Guianenſis. (Tabula 68.)
Frutex ſarmentofus ; sarmentis & ramis quadrangularibus, arbores akiflimas ſcandentibus ; rami & ramuſculi nodoſi, oppoſiti ; folia ad nodos bina, oppoſita, petiolata, ovata, glabra, acuta, integerrima. Stipula triangularis, in utroque latere, ad baſim petiolorum ; ſupra folia aculei duo oppoſiti, incurvi, baſi complanatâ, apice graciliori ad poſteriora recurvato ; quandoque aculei ſunt recti & ſolitarii. 
Flores in capitulum ſphæaericum collecti, axillares, & terminales, pedunculo ſuſulti longo, rigido, in medio duabus vel tribus ſquamulis munito. Corollæ in eodem capitulo varii ſunt coloris, lutei, albi, viridis, rubri, rufi, fulvi & nigricantis. Suavem odorem exhalant. 
Fructus maturos obſervare non mihi licuit. 
Florebat menſe Maio. 
Habitat in ſylvis, ad ripas amnis Galibienſis, quadraginta miiliaribus, & amplius a maris littore. 
Nomen Caribæum Y-OUOROU-PARI ; Gallicum LIANE A CROCHET. 
Accedit ad fruticem deſcriptum ſub nomine Funis uncatus, Daungaua gambir. Rumph. Amb. 5. pag. 63. tab. 34. fig. 1, 2, 3. »

« L'OUROUPARI de la Guiane. (PLANCHE 68).
L'Ouroupari eſt un arbrisseau qui de ſa racine pouffe pluſieurs troncs, de quatre à cinq pouces de diamètre. Leur écorce eſt cendrée, & leur bois très dur.
A la hauteur d'environ trois à quatre pieds ſortent des tiges oppoſées qui ſe répandent, s'accrochent ſur le tronc des arbres voiſins, & s'étendent à meſure que ceux-ci jettent de nouvelles branches : ces tiges parviennent juſques ſur la tête des plus grands arbres qu'elles couvrent par la multitude de leurs rameaux. Les tiges & les branches ſont quarrées. Les rameaux ſont à quatre angles, & leur écorce eſt rougeâtre. Les uns & les autres ſont noueux, & naiſſent toujours oppoſés a l'aiſſelle des feuilles. Celles des tiges & des branches tombent de bonne heure ; on n'en trouvé que ſur les rameaux ; elles ſont oppoſées, ovales, liſſes, terminées en pointe, & longues de quatre pouces far deux de largeur, garnies à leurs baſes de deux stipules triangulaires, oppoſées, placées chacune ſur une des faces qui ſont entre les deux feuilles, au deſſus & tout près de l'aiſſelle de chaque feuille ſort une épine qui dans la jeuneſſe eſt droite, enſuite le prolonge, ſe courbe, ſe durcit : la pointe ſe roule en portion de cercle, en s'inclinant vers ſa tige au deſſous du pédicule de la feuille, & prend la forme d'un crochet : ces crochets ſont larges & applatis à leur naiſſance, inſenſiblement ils diminuent juſques à leur extrémité; quelquefois les crochets ſont très courts, & pour lors il n'y a que la pointe qui eſt un peu courbée. Ces crochets ne ſe trouvent pas à toutes les aiſſelles des feuilles, & quelquefois il n'y en a qu'un ſeul à l'aiſſelle d'une feuille, l'autre n'en a pas.
Les fleurs naiſſent comme les crochets de l'aiſſelle de chaque feuille, & c'eſt principalement ſur les rameaux qui terminent ſes branches. Elles ſont ramaſſées en une tête ronde, en forme de globe, a l'extrémité d'un pédicule fermé, roide, long d'environ trois pouces. Garni & deux ou trois écailles à ſa partie moyenne. Chaque fleur a un très petit pédoncule.
Le calice eſt un tube qui à ſa partie ſupérieure eſt évaſé en forme de cloche, & a cinq petites dents égales. Sa longueur eſt d'environ quatre lignes. La partie inférieure qui contient l'ovaire eſt un peu renflée & ferrée a la naiſſance du tube.
La corolle eſt d'une ſeule pièce ; c'eſt un tuyau grêle, attache ſur le ſommet de l'ovaire : ce tuyau déborde d'une ligne le calice, il s'évaſe, & eſt découpé en cinq lobes égaux, & velus en deſſous.
Les étamines ſont au nombre de cinq, placées a l'orifice du tube.
Leur filet eſt court ; les anthères ſont allongées, & rangées autour de l'orifice du tuyau entre ſes diviſions.
Le piſtil eſt un ovaire renferme dans le fond du calice avec lequel il fait corps ; cet ovaire eſt ſurmonté d'un style long qui déborde de deux lignes l'ouverture de la corolle ; il eſt termine par un stigmate arrondi marqué d'un ſillon.
L'ovaire que je n'ai pu voir dans ſa maturité étant coupe en travers, eſt a deux loges ſéparées par une cloiſon mitoyenne à laquelle ſont attachées pluſieurs semences.
La couleur des fleurs varie beaucoup : il, a de ces globes de fleurs qui ſont entièrement rouges ou verts, d'autres blancs, quelques-uns jaunes, & des globes dont les fleurs ſont ou jaunes, ou rouges, ou blanches, ou d'un rouge fonce. Les fleurs répandent une odeur très ſuave.
Cet arbriſſeau eſt nommé YOUROU-PARI par les Garipons.
Je l'ai trouvé au bord de la crique des Galibis ; il étoit en pleine fleur dans le mois de Mai. Il m'a fallu, pour obſerver ſes fleurs, faire abattre un très grand arbre, parcequ'elles ſont toujours placées ſur les rameaux les plus élevés.
L'on a groſſi toutes les parties détachées de la fleur.
Cet arbriſſeau a du rapport avec le Funis uncatus, Daun gatta gambir de RUMPHE, Amb. tom. 5. pag. 63. tabl. 34. fig.1,2 & 3. »